# Meteoro: la nueva generación
Meteoro: la nueva generación es una serie animada basada en el clásico japonés Mach GoGoGo, en la que la trama de la historia tiene lugar décadas después de 1967 de la serie japonesa. Es la tercera adaptación televisiva del clásico, y es producida por Lions Gate Entertainment, Larry Schwarz y Ken Katsumoto. Es el primer Nicktoon no basado en una producción original. Animation Collective, produjo la serie, mientras que la animación flash fue manejada por el ahora difunto Collideascope Studios como su último proyecto. Independientemente de si se trata de un canónico sucesor, las referencias a los originales se muestran asombrosamente exactas.

## Trama
Antes de los acontecimientos de la serie, el elenco original de Speed Racer ha desaparecido por razones desconocidas, pero sabemos que Meteoro está vivo. Sólo uno de los personajes originales, Chispita, tiene un importante papel en esta serie. Meteoro es visto brevemente al final del episodio "La Nota" y, más recientemente, El Plan del Maestro. El resto del elenco original son invisibles, y su paradero se desconoce en la actualidad.
La serie sigue las aventuras de un huérfano adolescente llamado Meteoro que sueña con ser un famoso corredor de coches como la que lleva el nombre de Meteoro. Que toma un autobús a la élite Racing Academy, fundada por la familia Racer, y próximamente las experiencias de las dificultades de instalación en la competencia y con X, el mejor atleta y estudiante en la escuela, y el hijo de Meteoro. Chispita ahora mismo es el director.
En el piloto de la película, descubre que Meteoro es el otro hijo de Meteoro, en el sentido de que X es su hermano. Por el resto de la serie, su velocidad y nuevos aliados figuran en una búsqueda para conseguir el éxito a través de los cursos, descubrir el misterio de la desaparición de meteoro, y tratar de construir el Mach 6, un coche que capta el espíritu y los gadgets de la Mach 5 para las nuevas generaciones, y el primer coche para contener una motor que no usa combustible.
El aspecto más importante es la trama de la pista virtual, una pista de carreras que transporta a los corredores de carreras entornos virtuales conocido como el mundo virtual. La escuela de la facultad tienen la capacidad de agregar, ya que muchos de sus propios obstáculos como lo deseen, cumpliendo las normas de seguridad a la escuela. Siempre que un corredor es derrotado en la pista, lo dispensan automáticamente de vuelta a la realidad, sano y salvo. Sin embargo, al igual que todos los programas, la pista virtual puede estar infestada con virus y/o hackeado, causando que alguien atrapado en el mundo virtual pueda verse afectado.